# Ugo di Mantova
Ugo (Ugone) di Mantova (XI secolo – 1109) è stato un vescovo cattolico italiano.

## Biografia
Forse di origini mantovane, Ugo fu monaco benedettino in San Benedetto in Polirone. Nel periodo del suo mandato Mantova fu feudo imperiale e il vescovo Ugo non poté mai godere del libero possesso della sua chiesa, passando la sua vita tra il monastero e la corte della contessa Matilde di Canossa. Partecipò al concilio di Guastalla del 1106, convocato e presieduto da papa Pasquale II.
Morì nel 1109 e venne sepolto nell'abbazia di Polirone.